# Население на Коморските острови
Населението на Коморските острови според последното преброяване от 2003 г. е 575 660 души.

## Численост
Численост на населението според преброяванията през годините:
| Година | Численост |
| 1980   | 335 150   |
| 1991   | 446 817   |
| 2003   | 575 660   |

## Възрастова сткруктура
(2006)
- 0-14 години: 42,7% (мъжe 148 009 / жени 147 038)
- 15-64 години: 54,3% (мъжe 185 107 / жени 190 139)
- над 65 години: 3% (мъжe 9672 / жени 10 983)

## Коефициент на плодовитост
- 2006 – 5,03

## Етнически състав
Белите африканци са около 1000 души и съставляват около 0,15 % от населението.

## Религия
Около 98 % от населението на Коморските острови]] са мюсюлмани, а останалите 2 % са предимно християни.

## Езици
Официални езици на Коморските острови са арабският и френският, а най-употребяван е коморският език.